# سجن فريمانتل
سجن فريمانتل (بالإنجليزية: Fremantle Prison) هو سجن أسترالي سابق وموقع تراث عالمي في مدينة فريمانتل في ولاية أستراليا الغربية. يتضمن الموقع الزنازين وبوابة السجن والجدران المحيطة والكوخ والأنفاق. كان يُستخدم في البداية للسجناء المنقولين من بريطانيا، ولكنه نُقل إلى الحكومة الاستعمارية في عام 1886 لاستخدامه للسجناء المدانين في أستراليا الغربية. خضعت الإدارة المسؤولة عن السجن لعدة إعادات تنظيم في سبعينيات وثمانينيات القرن الماضي، ولكن ثقافة سجن فريمانتل كانت مقاومة للتغيير. توجت حالة عدم الرضا بين السجناء باندلاع أحداث شغب في عام 1988 احتجز خلالها حراس كرهائن، ونشب حريق تسبب في تلف بقيمة 1.8 مليون دولار. أُغلق السجن في عام 1991، واستُبدل بسجن كازورينا ذو الحماية المشددة.
كان السجن تحت إدارة مراقب عام، أو مدير، مسؤول عن النظام الكامل للسجون أو السجون في ولاية أستراليا الغربية، وكان هناك مشرف مسؤول عن السجن نفسه. عمل موظفو السجون، المعروفون باسم الحراس في القرن التاسع عشر، في ظروف مشددة حتى تمثيلهم من خلال نقابة حراس سجون ولاية أستراليا الغربية. كان السجناء في البداية يتمتعون بسمعة جيدة كمستوطنين مستقبليبن محتملين، ولكن رُحّلَ السجناء غير المرغوب فيهم في وقت لاحق.
كانت حياة السجناء في فريمانتل مُنظَّمة بشكل شديد. وكانت وجبات الطعام جزءًا هامًا من اليوم، حيث كانت تُتناول في الزنازين طوال فترة تشغيل السجن. أُستخدم السجناء في أعمال البنية التحتية العامة حتى حوالي عام 1911. بعد ذلك، سُمح فقط بالعمل داخل السجن، على الرغم من عدم وجود ما يكفي لاستيعاب السجناء بشكل كامل. تباينت العقوبات على مر السنين، حيث استبدل الجلد والعقوبات الآخرى تدريجيًا بتمديد مدد العقوبات وحرمان الزيارات أو الترفيه. نُفذت أكثر من 40 عملية إعدام في سجن فريمانتل، الذي كان المكان الوحيد المشروع لتنفيذ عمليات الإعدام في وسترن أستراليا بين عامي 1888 و1984. من الهاربين البارزين كان موندين جو، بالإضافة إلى جون بويل أو رايلي وستة آخرين من الفينيان في القرن التاسع عشر، وبريندان أبوت في عام 1989. شهد حوادث شغب مختلفة واضطرابات أخرى، حيث تسببت أحداث شغب كبيرة بأضرار في عامي 1968 و1988. بداية من عام 1991، تحول سجن فريمانتل لموقع تراث معترف به، وأُجري له أعمال ترميم متنوعة. وأصبح معلمًا سياحيًا بارزًا.

## الهندسة المعمارية والتصميم

مباني سجن فريمانتل والجدران والأنفاق.

### التخطيط
بني سجن فريمانتل على أرض تقدر بحوالي 36 فدان (15 هكتار) من الحجر الجيري الذي تم استخراجه في الموقع نفسه. يحيط بأرض السجن سور بارتفاع 15 قدمًا (حوالي 4.6 متر)، مع بوابة في وسط الجدار الغربي، يطل على ذا تيراس (The Terrace). الطرق الأخرى التي تحد الموقع هي شارع ناتسفورد (Knutsford Street) شمالًا، وشارع هامبتون (Hampton Road) شرقًا، وشارع فوثرجيل (Fothergill Street) جنوبًا. الكوخ المستخدم لإقامة العاملين والمسؤولين في السجن موجود خارج السور على جانبي البوابة. داخل الجدران، تقع ساحة العرض شرق البوابة. وبعد ذلك تأتي الكتلة الرئيسية للزنازين في وسط الموقع، والتي تحتوي على كنيستين. شمال الكتلة الرئيسية هو القسم الجديد، وغرب ذلك، في الزاوية الشمالية الغربية، يقع سجن النساء السابق، الذي كان سابقًا مطبخًا ومخبزًا ومغسلة. يقع مبنى المستشفى في الزاوية الشمالية الشرقية، بينما تقع ورش العمل السابقة في الزاوية الشرقية الجنوبية، بالإضافة إلى الشمال من البوابة. يمتد نظام معقد من الأنفاق، بُنيَ لتوفير مياه الشرب، تحت الحافة الشرقية للموقع.

### المباني

#### البيوت على الشرفة
شمال البوابة، والتي تقع على الشرفة، هناك كوخ بنمط العصور الفيكتورية، على عكس النمط الجورجي للمنازل الأخرى. الرقم 10 هو منزل ذو طابقين، بُنيَ في عام 1853 وكان مخصصاً للقس، ولكن مشرف السجن إستولى عليه في عام 1878 وأصبح فيما بعد مخصصاً لإدارة السجن. المبنى المجاور له وهو الرقم 12 والمكتمل في عام 1854، كان منزل حارس البوابة، والذي يقع على الجانب الشمالي من البوابة. الرقم 16 على الشرفة، جنوب البوابة، هو منزل ذو طابقين أيضاً وكان في البداية خاصاً للمشرف، ولاحقًا للقاضي المقيم. بقي في الاستخدام كسكن لحراس السجن حتى سبعينيات القرن الماضي. الرقم 18، أقصى الجنوب من الشرفة، والرقم 8، أقصى الشمال من المباني الأولية، يتميزان بغرف جلوس وثلاث غرف نوم وغرفتي تغيير، بالإضافة إلى مطبخ ومرحاض ومخزن. وُسّعَ الرقم 18 بإضافات بنيت في تسعينيات القرن التاسع عشر.

#### بوابة السجن
بُنيت بوابة السجن والمجمع المرتبط بها بين عامي 1854 و1855 وكان العمال هم أنفسهم السجناء آنذاك. صممت من قبل المهندس الملكي والمراقب العام إدموند هندرسون، وبُنيت من الحجر الجيري. تحتوي بوابة السجن على برجين على جانبي كل بوابة ضيقة، تشبه تلك الموجودة في قلاع إنجلترا في القرن الثالث عشر أو المدن المحصنة. استخدم الحديد الذي تم جمعه من حطام السفن لصنع البوابة، بينما استوردت الساعة الموجودة على قمة الهيكل من إنجلترا. بوصفها المدخل الرئيسي، فقد ظلت بوابة السجن ميزة وعلامة معروفة. منذ إغلاق السجن، استُخدمت كمقهى ومناطق مكتبية. أُجريت عمليات ترميم في عام 2005، حيث تم الحفاظ على واجهة الحجر الأصلية مع إزالة التجليد غير الأصلي.

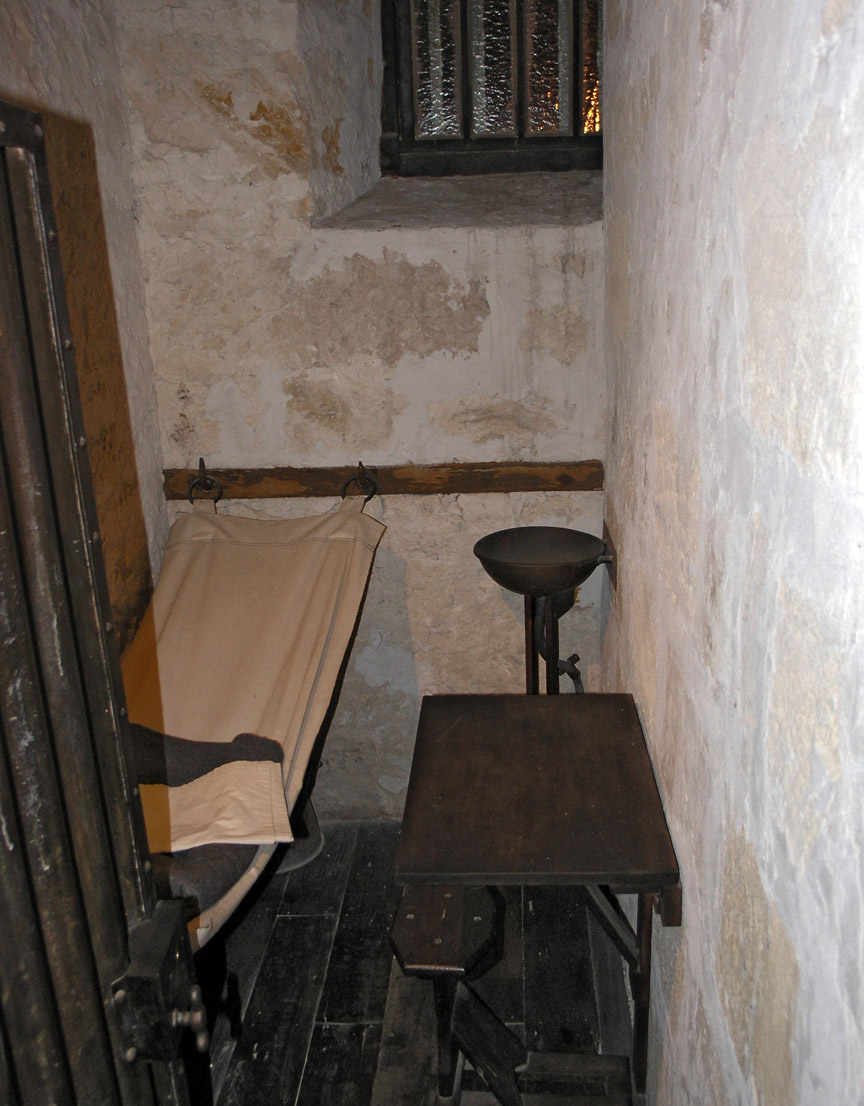
إعادة إنشاء الزنزانة النموذجية عام 1855

#### الكتلة الرئيسية للزنازين
لم تتغير كثيرًا منذ بنائها في الخمسينيات من القرن التاسع عشر على يد السجناء، صُممت الكتلة الرئيسية للزنازين لاستيعاب ما يصل إلى 1000 سجين. الكتلة المركزية للزنازين مكونة من أربعة طوابق، ويحدها على كل جانب وحدات نوم كبيرة، ينام فيها ما يصل إلى 80 شخص، إما كمكافأة للسلوك الجيد أو لأنهم إقتربوا من إنتهاء فترة حكمهم وبالتالي سيحصلون على تصريح الخروج قريباً. بالمقابل، كانت الزنزانات تقاس بمقاس سبعة في أربعة أقدام (2.1 في 1.2 متر). على الرغم من أن كل زنزانة كانت تحتوي في البداية على حوض متصل بمياه جارية، إلا أن التجهيز كان قبل ظهور التمديدات الحديثة مثل كوع التصريف"S"، حيث أدت الروائح من الأنابيب إلى إزالتها بحلول الستينيات. عقب لجنة ملكية، وسعت الزنزانات عن طريق إزالة جدار فاصل بين كل زنزانتين. إستخدمت الإضاءة الكهربائية في العشرينيات، ولكن لم تكن هناك مراحيض أبدًا. منذ إغلاق السجن، رممت ستة زنزانات لتمثيل ظروف العيش المتنوعة في أوقات مختلفة في تاريخ السجن. تحتوي الكتلة الرئيسية أيضًا على منصة الإعدام، وزنازين العزل الفردي، وكنيستين الكاثوليكية والأنجليكانية.

#### القسم الجديد
بُنيَ مبنى القسم الجديد في سجن فريمانتل بين عامي 1904 و 1907، كمحاولة لتخفيف لبتزاحم في السجن. كما سُمح لمديري السجون بتنفيذ "النظام المنفصل"، حيث يعزل السجناء تمامًا لمدة ثلاثة أشهر من فترة عقوبتهم. استُخدمت في البداية ساحة الرياضة بانوبتيكون (Panopticon) لتيسير هذا المفهوم خلال ساعة التمرين اليومي للسجناء. لم يكن هذا النظام ناجح، مما أدى إلى الإستغناء عنه في غضون خمس سنوات. كان القسم الجديد أول مبنى يتم توصيل الكهرباء إليه، باستخدام أسلاك توصيل تحت الأرض. خلال الحرب العالمية الثانية، استخدم الجيش الأسترالي القسم لفصل السجناء عن السكان. في عام 1994، جهز المبنى ليكون مكاتب ومساحات للأعمال الصغيرة وغرف اجتماعات.

#### سجن النساء
كان المجمع الشمالي الغربي في الأصل منطقة خدمية تحتوي على مطبخ ومخبز ومغسلة، بنيَ في الخمسينيات من القرن التاسع عشر. كان هناك حاجة إلى مكان لاحتجاز النساء السجينات بعد إغلاق سجن بيرث ونقل السجناء إلى فريمانتل. حولت مباني المجمع الشمالي الغربي إلى سجن، وبني جدار حولها، وكان أول سجن منفصل للنساء في وسترن أستراليا. إزدياد السكان وارتفاع نسبة الجريمة وقتها أدى إلى توسيع السجن في التسعينيات والعشرينيات من القرن التاسع عشر. بعد إنشاء سجن بانديوب للنساء أُغلق سجن النساء في فريمانتل عام 1970، واستخدمت المساحة للتعليم والتقييم حتى إغلاق السجن الرئيسي في عام 1991.

#### المستشفى
بُنيت المستشفى بين عامي 1857 و 1859، وكانت جزءًا أساسيًا من سجن فريمانتل. اعتمدت الأعمال العامة على تشغيل السجناء الأصحاء. من عام 1886 إلى عام 1903، نقلت خدمات الرعاية الصحية إلى الكتلة الرئيسية للزنازين، واستُخدم المبنى السابق للحفاظ على المرضى والسجينات الإناث. جددت المستشفى وأعيد افتتاحها في عام 1904. ثم بقيت حتى إغلاق السجن في عام 1991.

#### ورش العمل
كانت ورشة العمل الأصلية ورشة حدادة، وهي واحدة من أولى المباني التي تم بناؤها في موقع السجن. فيما بعد أُطلق عليها اسم ورش العمل الشرقية، وتضم ورش أخرى مثل ورشة النجارة وورشة السباكة وورشة الدهان، ومكتب طباعة، وابتداءً من الخمسينيات من القرن التاسع عشر، ورشة للمعدن. بُنيت ورش العمل الغربية في بداية القرن العشرين، مما قدم المزيد من العمل للسجناء من خلال ورشة للدهان وصناعة السجاد والأحذية ومجلدات الكتب وورشة خياطة. في عام 1993، طورت الورش الأربعة الشمالية لاستخدامها كورشات فنية لتعليم الفنون والصناعات اليدوية.

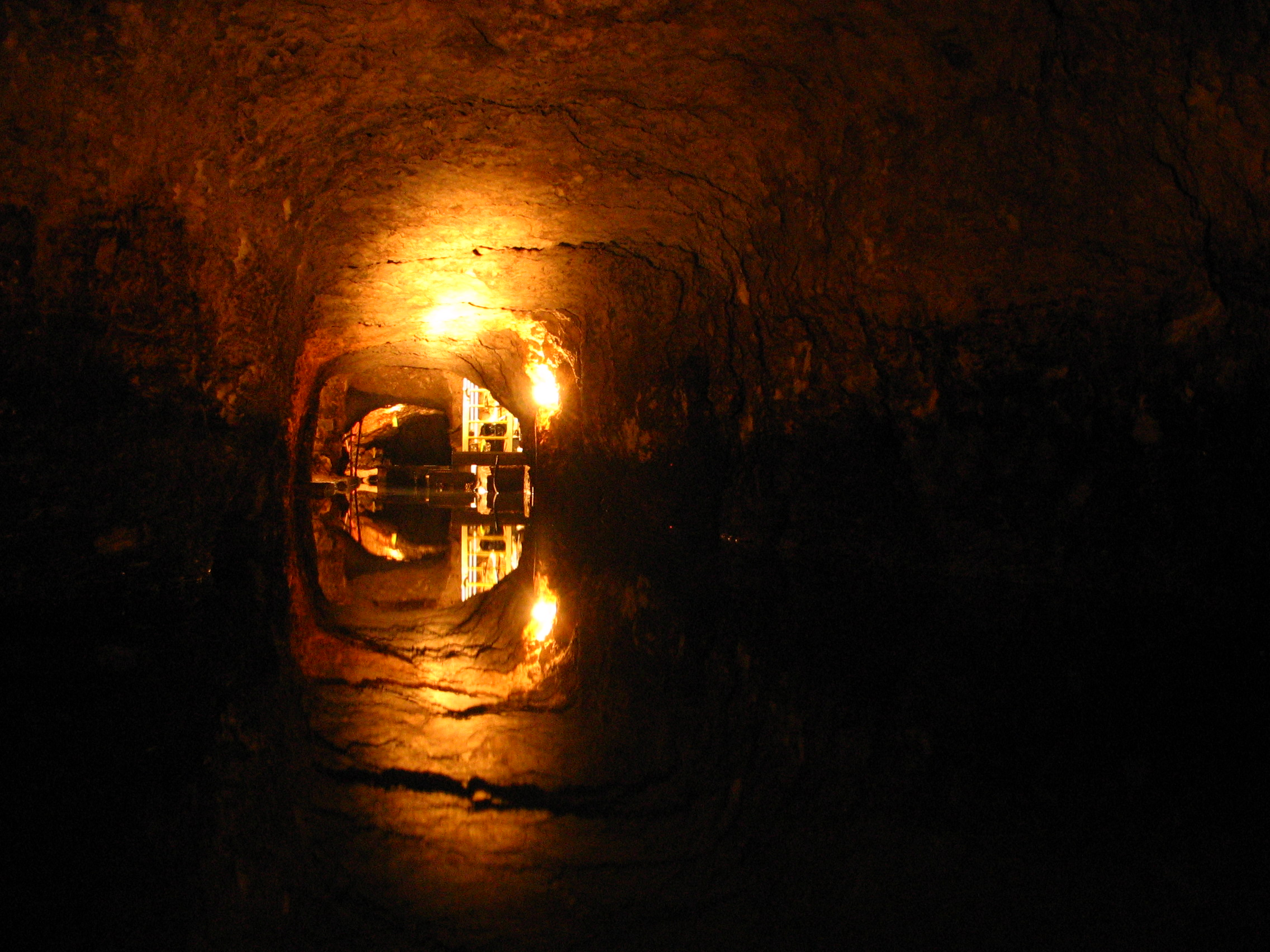
صورة من داخل الأنفاق.

#### الأنفاق
في خمسينيات القرن التاسع عشر، حفرت آبار في الصخور الجيرية لتوفير مياه الشرب العذبة للسجن من المياه الجوفية، وركب خزان في عام 1874 لتقديم إمداد مائي بديل لمدينة فريمانتل. عمل السجناء على مضخة لملء الخزان. في عام 1896، بُني خزان مياه للمدينة على شارع سوانبورن، وغُذيَ من السجن عبر مضخة بخارية ثلاثية الانبساط تعمل بالبخار، والتي كانت قادرة على سحب أكثر من 4.5 ميجالتر (1,000,000 جالون) يوميًا من أنفاق السجن. أُغلقت الأنفاق في عام 1910، على الرغم من استمرار استخدام المياه الجوفية لري الحدائق. في عام 1989، اكتشف تسرب ديزل من خزانات قريبة ما تسبب بتلوث المياه. ومع ذلك، طُهّرَ التلوث بحلول عام 1996 من خلال عملية التنقية البيولوجية. فُتحت الأنفاق أمام السياح في منتصف عام 2005.

## تاريخ

### القرن التاسع عشر

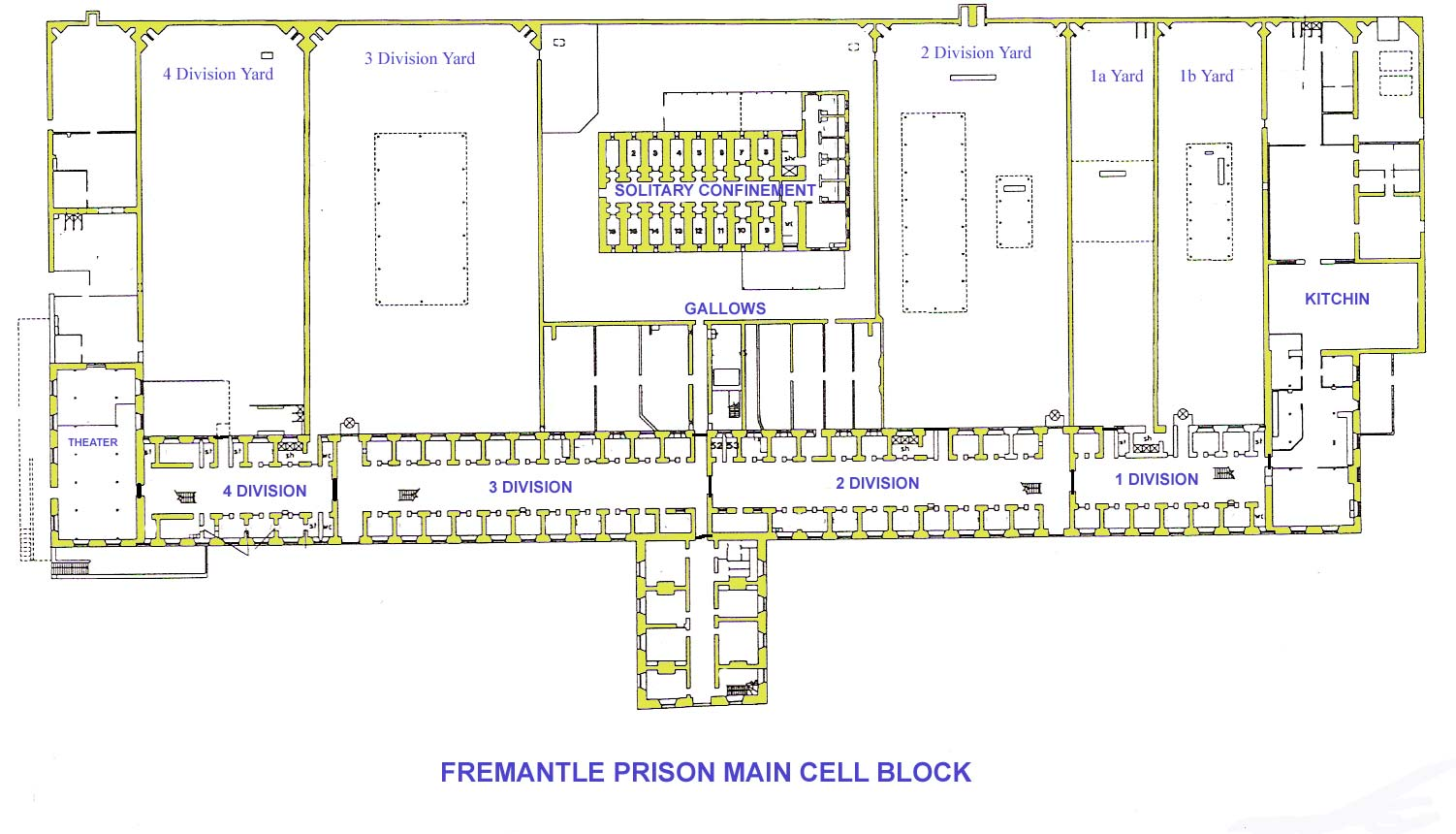
الترتيب الداخلي

على الرغم من أن مستوطنة نهر سوان أُنشئت كـ "مستوطنة حرة" (على عكس المستوطنات الجزائية في الساحل الشرقي)، إلا أن الطلب على العمالة الرخيصة قد تغلب على التردد الأولي في الستينيات من القرن التاسع عشر، ووافقت المستوطنة على قبول بعض السجناء من بريطانيا. وصلت أول سفينة تقل سجناء في 2 يونيو 1850 وهو أمر كان غير متوقع، حيث حولت سفينة الشراع التي أُرسالت مسبقًا عن مسارها بسبب الرياح. كان سجن "المنزل الدائري" للمستوطنة ممتلئًا، لذلك تُرك 75 سجينًا على متن السفينة حتى الانتهاء من بناء سجن مؤقت. بحث المراقب العام للسجناء إدوارد هندرسون عن مكان لبناء منشأة سجن دائمة، واستقر في النهاية على الموقع الحالي، على تلة تطل على فريمانتل.

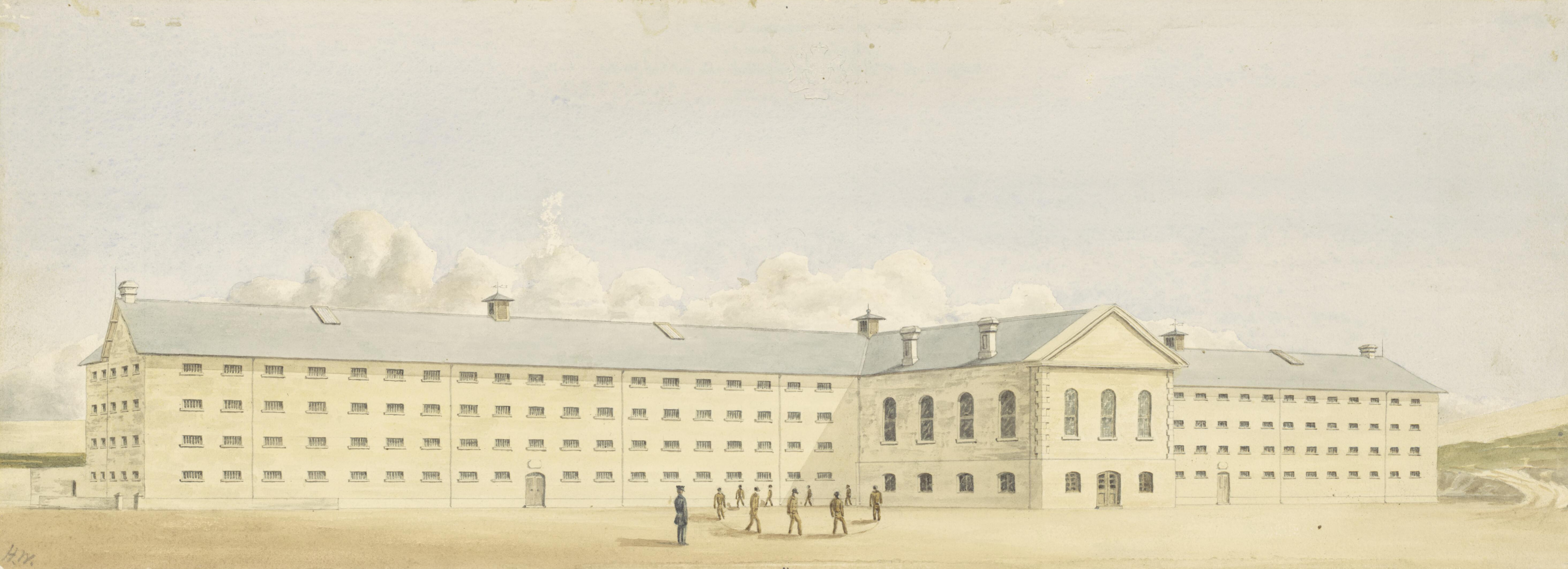
1859 لوحة مائية لمبنى الزنزانة الرئيسية، بريشة هنري راي

صمم سجن فريمانتل استنادًا إلى سجن بنتونفيل في بريطانيا، ولكن استبدلت الكتل القطرية بهيكل خطي مكون من أربعة طوابق، والذي كان أطول وأعلى كتلة سجنية في نصف الكرة الجنوبي. بدأ البناء في عام 1851، وتقدم العمل بسرعة بعد وصول المهندسين الملكيين في نهاية ذلك العام. قاموا بتدريب السجناء للعمل مع الحجر الجيري، الذي استخرج من موقع البناء. كانت أولوية البناء هي إنشاء مساكن لهندرسون وحراس السجن، لتخفيف نفقات دفع الإيجارات الخاصة.
بُنيت جدران السجن بين عامي 1853 و 1855، بينما بُنيت بوابة السجن والمجمع المرتبط بها في عامي 1854 و 1855. بدأ بناء الجناح الجنوبي للكتلة الرئيسية للزنازين في عام 1853 وانتهى في عام 1855، حيث نُقل السجناء من السجن المؤقت في 1 يونيو 1855. تبعَ ذلك بناء الجناح الشمالي. بسبب حرب القرم استدعيَ المهندسين الملكيين وبقي واحد منهم وهو هنري راي، للإشراف على بناء المبنى، الذي اكتمل بنهاية عام 1859.
خلال فترة السجناء في وسترن أستراليا، كان السجن معروفًا باسم "المؤسسة الجزائية"، وكان يُستخدم لسجناء نقلوا من بريطانيا. سُجن السجناء المحكومين محليًا لفترات أطول هناك اعتبارًا من عام 1858، على نفقة الحكومة الاستعمارية. في عام 1868، توقف النقل الجزائي إلى وسترن أستراليا، وتناقص عدد السجناء في المستعمرة تدريجيًا، حتى وصل إلى 83 سجينًا في منتصف الثمانينيات من القرن التاسع عشر. بسبب تكلفة إرجاع هؤلاء السجناء إلى بريطانيا، تفاوضت السلطات هناك مع الحكومة الاستعمارية للتخلي عن الولاية القضائية عليهم، فضلاً عن المجمع السجن. قُطعت المفاوضات الأولية، ولكن أعيدت في أغسطس 1883. بعد عام ونصف، تم التوصل إلى تسوية، ونُفذ النقل في 31 مارس 1886.
بمجرد أن أصبح السجن تحت سيطرة الحكومة الاستعمارية، غيير اسمه إلى سجن فريمانتل. نُقل جميع السجناء في سجن بيرث إلى فريمانتل، وابتداءً من عام 1887 سُجنت النساء أيضًا هناك، في قسمهن الخاص المنفصل. بسبب الذهب في وسترن أستراليا في التسعينيات من القرن التاسع عشر أصبح هناك نمو اقتصادي قوي وزيادة هائلة في السكان، من نحو 50,000 نسمة في عام 1891 إلى أكثر من 100,000 نسمة بحلول عام 1895، وإلى 184,000 بحلول عام 1901. شمل هذا التدفق أشخاصًا يعيشون في حالة فقر، من أماكن أخرى في أستراليا وخارجها، وسجن فريمانتل سرعان ما إكتظ بالسجناء. في التسعينيات من القرن التاسع عشر، بدأت الشكوك العامة في معاملة السجناء تتزايد. في سبتمبر 1898، تأسست لجنة ملكية بأمر من محافظ وسترن أستراليا للتحقيق في نظام العقوبات في المستوطنة. سمعت اللجنة شهادات من ما يقرب من 240 شاهدًا، بما في ذلك مجموعة متنوعة من السجناء. قدمت ثلاثة تقارير بين ديسمبر 1898 ويونيو 1899، تناولت أهم المسائل المعروفة والبارزة بما في ذلك التصنيف والعقوبات والأحكام والنظام الغذائي. على وجه الخصوص، درست اللجنة فلسفة نظام السجون، أسباب الجريمة، وأنواع العقوبات وتبريراتها. وبناءً على ذلك، توصلت إلى جدول مقترحات الإصلاح المختلفة.

### أوائل القرن العشرين

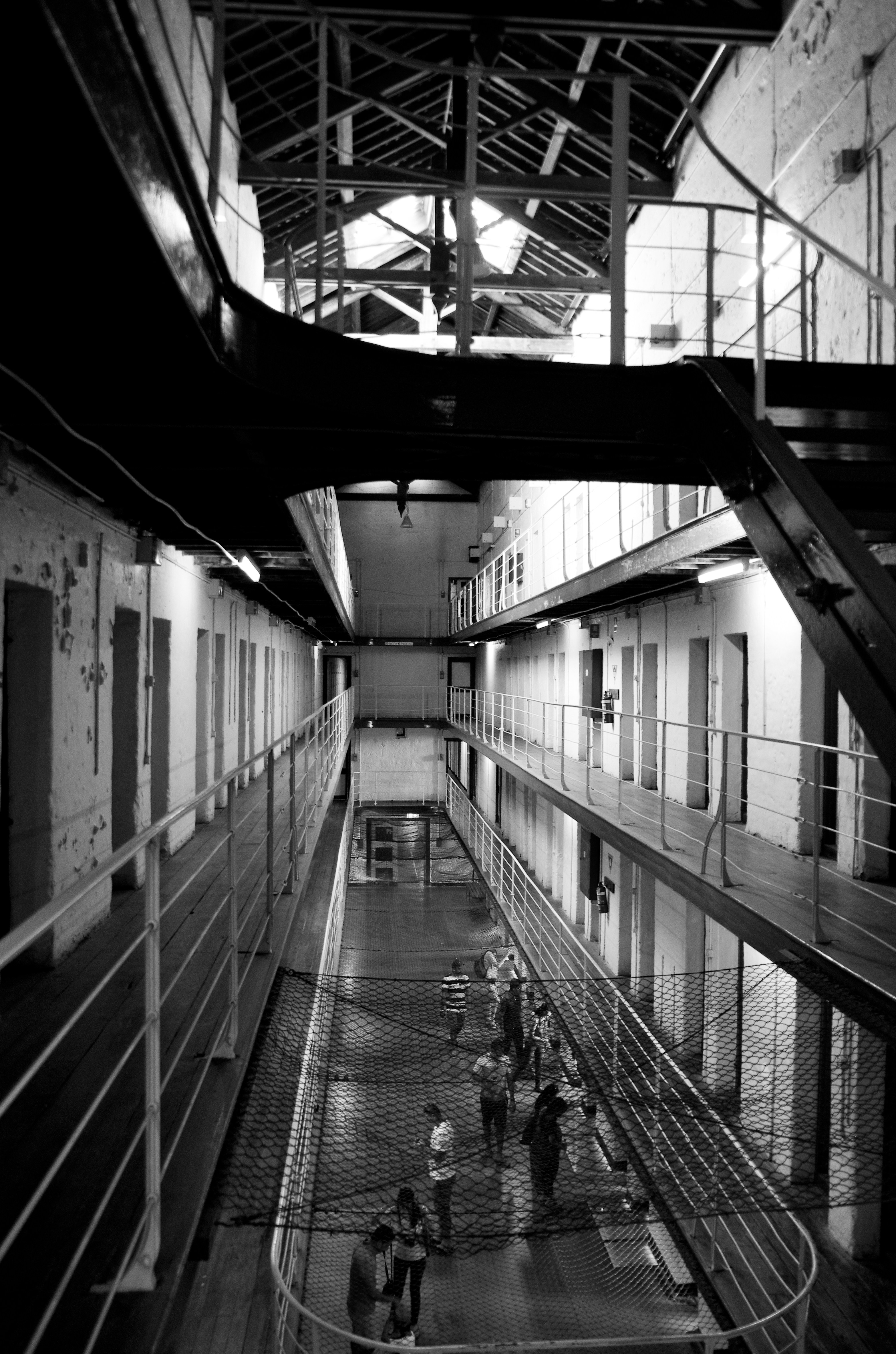
القسم الثالث "للسجناء المحكوم عليهم لفترات طويلة"

خلال عام واحد تقريبًا من إجراء التحقيق، تم وسع ما يقرب من 100 زنزانة عن طريق هدم الجدار الداخلي بين كل زنزانتين. بنيت جدران داخلية في الكتلة الرئيسية، مما أدى إلى إنشاء أربعة أقسام منفصلة. على إثر توجيهات مدير السجن جورج، بنيت ورش عمل جديدة لتوفير فرص عمل أكثر للسجناء. صُممت خمس مساحات للخياطين وصانعي الأحذية وصانعي السجاد والرسامين.
نُشرت قواعد جديدة لضباط السجن في الجريدة الرسمية في عام 1902، وتمت الموافقة على قانون السجون الجديد في عام 1903. على الرغم من أن هذا القانون يجبر على إصلاح السجون إلى حد كبير، إلا أن ذلك لم يحدث. فقد ترك القانون الكثير من التغييرات تحت تصرف المسؤول التنفيذي، ووصفته وسائل الإعلام آنذاك بأنه وثيقة ضعيفة.
أسفر تقرير لجنة عام 1899 عن بناء قسم جديد يشبه منهجية الفصل الذي اقترحه التقرير بشكل معدل. كان القسم الجديد مشابهًا لتصميم هيكل هندرسون في الخمسينيات من القرن التاسع عشر، ولكنه بُنيَ على شكل حرف L، وكان يتألف فقط من ثلاثة طوابق، وكان مجهزًا بإضاءة كهربائية. كان أيضًا مختلفًا في استخدامه عن الكتلة الرئيسية. في عام 1911، أجري تحقيق آخر من قبل لجنة ملكية في سجن فريمانتل وأوصت اللحنة بإغلاق المرفق. تم تجاهل تقريرها من قبل حكومة الولاية التي كانت أكثر اهتمامًا ببناء البنية التحتية مثل الطرق والمدارس.
ومع ذلك، حدث تغيير سريع في سياسة السجون، مع تعيين مدير إداري جديد، هيو هان، الذي كان لديه خبرة إنجليزية واستعمارية حديثة.
استُخدم سجن فريمانتل جزئيًا كسجن عسكري خلال الحروب العالمية لاحتجاز العسكريين،. من عام 1940 حتى عام 1946، كان واحدًا من أكبر 50 سجنًا عسكريًا في جميع أنحاء أستراليا يحتجزون أكثر من 12,000 أسير حرب. استوعب فريمانتل ما يصل إلى 400 سجين عسكري وما يصل إلى 160 سجينًا مدنيًا بحلول أكتوبر 1945.

### إصلاحات القرن العشرين
أُنشئت مراكز خارجية للسجون كجزء من الإصلاحات في القرن العشرين، وذلك لتخفيف التزاحم في فريمانتل. افتتحت مزرعة سجن بارديلوب في عام 1927، بالقرب من ماونت باركر، في حين بقي سجن بارتون ميل، على الرغم من أنه كان مخططًا ليكون مؤقتًا، بقي مفتوحًا كسجن بعد الحرب العالمية الثانية. لم تبدأ الإصلاحات الكبيرة في نظام السجون في وسترن أستراليا حتى الستينيات من القرن العشرين، وهو ما يختلف عن ما جرى في أماكن أخرى في أستراليا والعالم بعد الحرب العالمية الثانية. فتحت سبعة سجون جديدة بين عامي 1960 و1971، وفي عام 1970، نُقلت السجينات والموظفات من فريمانتل إلى سجن بانديوب النسائي الجديد.
تعيين كولين كامبل كمدير عام في عام 1966 عزز من التغييرات الكبيرة داخل سجن فريمانتل نفسه. كانت أولى تغييراته هي إنهاء فترة الانتظار للسجناء الذين ينتظرون تقييمًا من لجنة التصنيف. أسس كامبل أيضًا مدرسة تدريب للموظفين، بالإضافة إلى مركز تقييم للسجناء الجدد. أيضًا أُدخل برامج إطلاق العمل وخدمة المجتمع، بالإضافة إلى برامج تدريب وعمل اجتماعي ورعاية اجتماعية. في خضم إصلاحات كامبل، إعيدت تسمية الإدارة إلى "إدارة السجون" في عام 1971، وأعيد تنظيمها، واستبدلت وظيفة المدير العام بمدير الإدارة.
في عام 1972، عُيينت لجنة ملكية للتحقيق في سوء المعاملة والتمييز ضد السجناء من السكان الأصليين. وجد تقريرها لعام 1973 أنه لم يكن هناك "أي تمييز ملموس"، ومع ذلك، كانت الصور النمطية العرقية موجودة في التقرير، وتم اعتبار شهادة السجناء الأصليين غير موثوقة. كما قدم التقرير توصيات بشأن جوانب مختلفة من حياة السجن، بما في ذلك تعيين موظفي رعاية مستقلين ومدربين إضافيين.
خلف وليام كيدستون كامبل في عام 1977، وشهد تحولًا في السياسة من "إعادة التأهيل الأبوي" للسجناء إلى توفير فرص لإعادة التأهيل. تمت الموافقة على قانون السجون الجديد في عام 1981، والذي حدّث القانون الصادر في عام 1903 بفلسفات وممارسات حديثة. ومع ذلك، كان هذا القانون موجهًا نحو إدارة وسلامة السجناء، وأُعيدت تسمية الإدارة نفسها في نفس الوقت إلى إدارة السجون مرة أخرى، لتسليط الضوء على السجن كمسؤوليتها الأساسية. تولى إيان هيل منصب مدير إدارة السجون في عام 1983، وأعاد تنظيم الإدارة عدة مرات، بسعي لزيادة الكفاءة. في حين أن التغييرات في الثمانينيات كانت فعالة في معظم نظام السجون في وسترن أستراليا، إلا أن ثقافة سجن فريمانتل كانت مقاومة للتغيير. تفاقمت حالة عدم رضا السجناء وفي النهاية أدت إلى أحداث شغب في السجن عام 1988، حُقق في أحداث الشغب بتحقيق رسمي لاحقًا في نفس العام.

### الإغلاق والاستخدام اللاحق
أُخذ قرار من قبل حكومة الولاية بإيقاف تشغيل سجن فريمانتل في عام 1983، ولكنه استمر قيد التشغيل حتى 30 نوفمبر 1991. نُقل السجناء إلى سجن جديد في كازوارينا. كانت هناك آراء متباينة في المجتمع بشأن مستقبل الموقع، سواء كان يجب الحفاظ عليه أم إعادة تطويره. القرار النهائي كان الحفاظ على السجن، ولكن بالسماح للمباني بالتكيف لإعادة استخدامها من قبل المجتمع.
تأسست مؤسسة سجن فريمانتل في عام 1992 لتقديم توجيهات لوزير الأشغال بشأن إدارة الموقع. أُستخدمت أجزاء مختلفة من السجن لخدمات إحتماعية مختلفة، بما في ذلك خدمات الزفاف في الكنائس. وأصبح السجن أيضًا معلمًا سياحيًا. قامت شركة خاصة، تسمى حراس سجن فريمانتل، بتنظيم عمليات السياحة لمدة عشر سنوات بموجب عقد، حتى نهاية عام 2001. بعد ذلك، تولت الحكومة ذلك. أُفتتح فندق يوفر إقامة قصيرة الأجل في سجن النساء في مايو 2015.

## الموظفين والسجناء

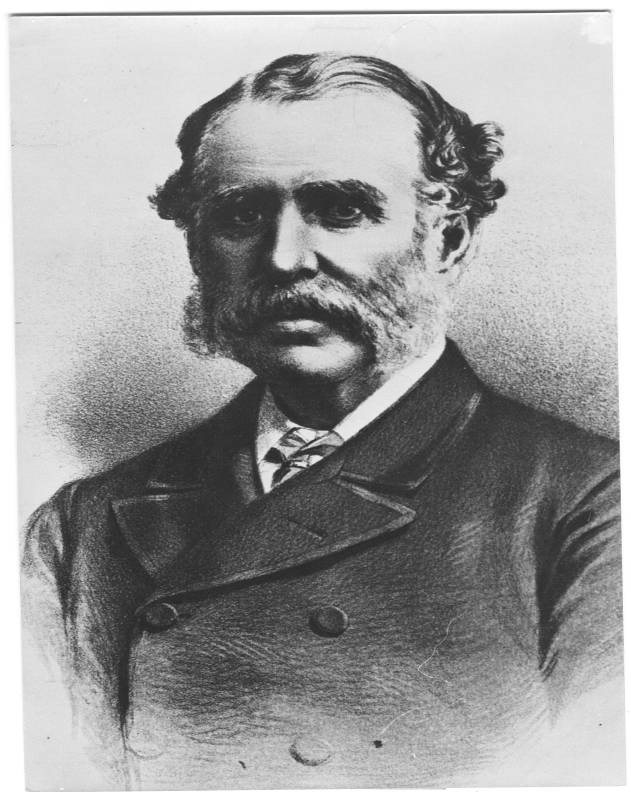
المراقب العام إدموند هندرسون

### الإدارة
أول مدير عام للسجن في ولاية أستراليا الغربية، هو إدموند هندرسون لمدة ثلاثة عشر عامًا. كانت المسؤوليات الأساسية للمدير العام هي "توجيه العمل وتحمل المسؤولية عن تأديب السجناء". مع نقل سجن فريمانتل إلى الحكومة الاستعمارية في عام 1886، استبدل دور المدير العام بدور الشريف، المسؤول عن جميع السجون في المستعمرة. أُعيد إنشاء وظيفة المدير العام، مع تقسيم الواجبات عن مكتب الشريف، في أوائل عام 1911. في عام 1971، غُير اسم إدارة السجون إلى وزارة الإصلاح، وأعيد هيكلتها، واستبدل منصب المدير العام بمنصب مدير الوزارة. بينما كان المدير العام، أو الشريف، أو المدير مسؤولًا عن النظام العام للسجون أو المؤسسة السجنية، التي تمركزت بشكل كبير حول سجن فريمانتل، كانت المسؤولية عن السجن نفسه تقع على عاتق المشرف.

### الضباط
على متن سفن السجن، حُرس السجناء من قبل حراس متقاعدين، وهم كانوا جنودًا حصلوا على معاشات تقاعدية لخدمتهم في مناطق مثل الصين والقرم وأفغانستان. بعضهم بقى في الجيش، لكن الكثير اختاروا البقاء في المستعمرة كمستوطنين، حيث جلبوا زوجاتهم وأطفالهم معهم. الحراس المتقاعدين كانوا يساعدون في التعامل مع أي حوادث عدم استقرار في السجن.
كان ضباط سجن فريمانتل معروفين بـ "الحراس" حتى بداية القرن العشرين.  عاشوا في منازل مبنية خصيصًا على مسافة قريبة من السجن، وكانت حياتهم منظمة كما كانت حياة السجناء. في العقد 1890، كان لدى الحراس شروط صارمة للعيش والعمل، بما في ذلك العمل لمدة عشر إلى اثني عشر ساعة يوميًا. لم يصبح دور الحارس معرفًا بوضوح إلا في عام 1902. بالإضافة إلى مراقبة الهروب وفرض الانضباط، كانوا يشرفون على عمل السجناء ويعلمون السجناء المهارات الحرفية. كان من المفترض أن يكون الحراس نماذج أخلاقية للسجناء، مع الحفاظ على علاقة رسمية بعيدة.
لم يتغير دور موظفي السجن كثيرًا في القرن العشرين، حيث استمرت المهمة كمت هي. أصبح تدريب الضباط أولوية في إدارة كامبل، ابتداءً من أواخر الستينيات. أُنشئت دورات تدريبية للموظفين الجدد، وبدأت الندوات للضباط الكبار.  ومع ذلك، كانت أكبر التغييرات في هذه الفترة هو تمثيل موظفي السجن من خلال نقابة موظفي سجون ولاية أستراليا الغربية.  قوة النقابة استندت إلى القدرة على شل نظام السجون تقريبًا من خلال اتخاذ إجراءات الإضراب، والتي اتخذت لأول مرة في عام 1975.

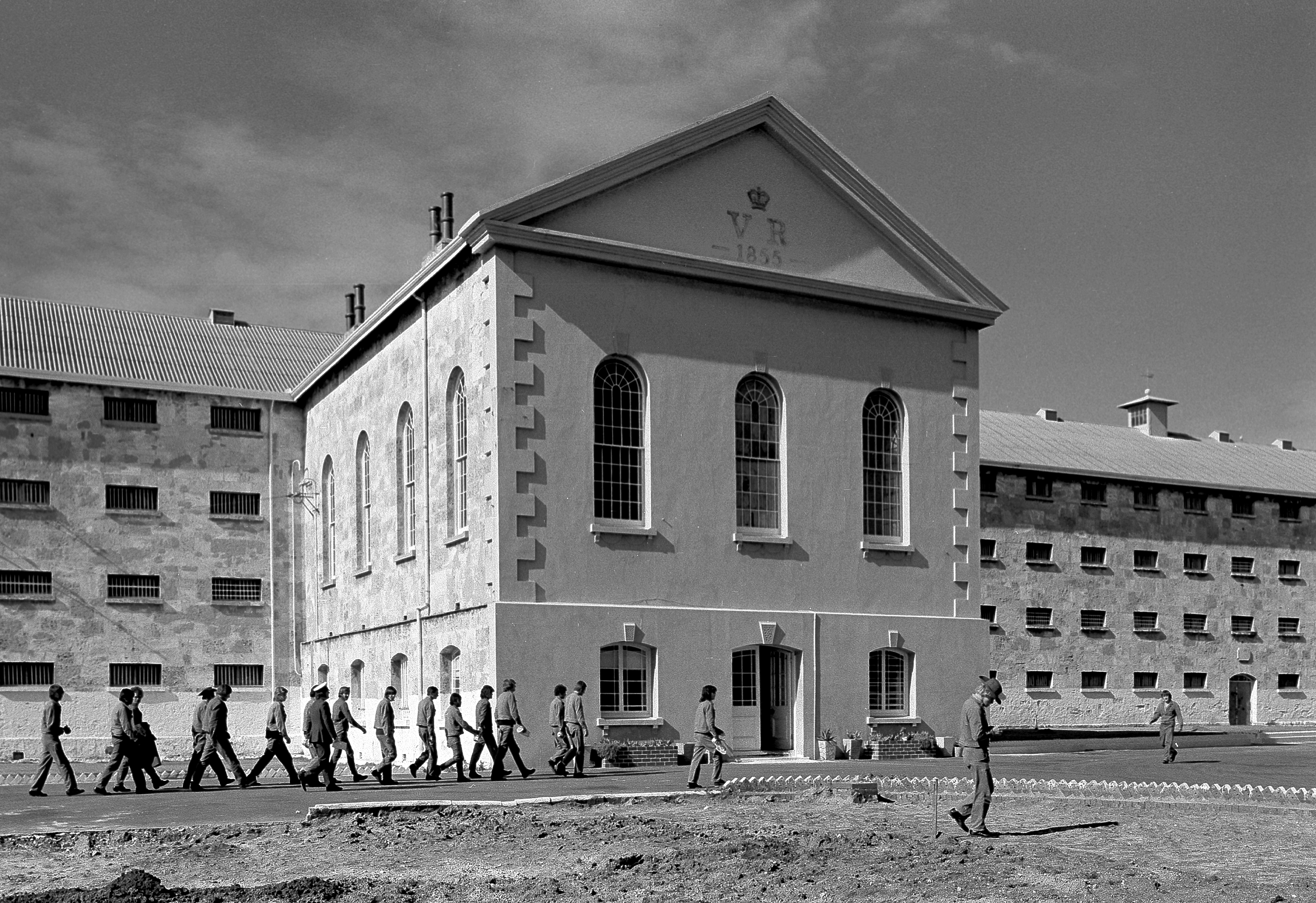
السجناء أمام مبنى الزنازين الرئيسية، 1971

### السجناء
أُحضرَ السجناء إلى ولاية أستراليا الغربية لثلاثة أغراض رئيسية: العمالة الرخيصة، وزيادة القوى العاملة، وتقليل الإنفاق الحكومي البريطاني في الاقتصاد المحلي. خلال السنوات الأولى لعملية النقل، كان السجناء عمومًا شبانًا، من خلفية ريفية، وذوي سمعة طيبة، حيث ارتكبوا جرائم طفيفة فقط، وكانوا مرشحين ليصبحوا مستوطنين مستقبليين بعد أن أنهاء عقوبتهم. في ستينيات القرن التاسع عشر، أصبح معظمهم أكبر سنًا، ومجرمون أكثر من المناطق الحضرية، بما في ذلك السجناء السياسيين الذين اعتبروا "خطرين". بعد نقل سجن فريمانتل للحكم المحلي في عام 1886، أصبح السجن الرئيسي في ولاية أستراليا الغربية. في أواخر الثمانينيات والتسعينيات ازداد عدد السجناء بشكل كبير. كانت هذه الزيادة في الغالب تشمل السجناء الذين يقضون عقوبات قصيرة تقل عن ثلاثة أشهر. بلغ عدد السجناء في عام 1897 حوالي 379 سجينًا، واعتبر مفتش السجون جيمس رو أن السجن "ممتلئ بشكل غير مناسب".
على الرغم من التوسع الكبير في نظام السجون، استمرت مشكلة الاكتظاظ على مر القرن العشرين، وكذلك معدل السجن المرتفع لولاية أستراليا الغربية مقارنة ببقية أستراليا. تغيرت طبيعة السجناء، حيث زادت نسبة 16 إلى 19 عامًا ثلاث مرات في عام 1984 مقارنةً بعام 1898، وتزايد عدد السجناء من السكان الأصليين حتى وصلوا إلى نحو نصف السجناء. ازدادت أيضًا مدد الأحكام، في عام 1984 كان أكثر من 80٪ من السجناء يقضون أكثر من سنة واحدة. في السبعينيات والثمانينيات، ازداد عدد الأشخاص المحكوم عليهم بجرائم عنيفة، ولكنهم ما زالوا يشكلون أقلية من السكان. ومع ذلك، رأى كل من الموظفين والسجناء زيادة ملحوظة في العنف خلال تلك السنوات، متزامنة مع ارتفاع استخدام المخدرات في السجون، وزيادة الأحكام المتعلقة بجرائم المخدرات.

## عملية السجن

### الروتين اليومي
في مؤسسة السجن لعام 1855، كان يبدأ اليوم بجرس الاستيقاظ في الساعة 4:30 صباحًا، الموظفون والسجناء يجتمعون في ساحة التجمع في الساعة 5:25 صباحًا. يُرسل السجناء للعمل قبل وبعد وجبة الإفطار (في زنازينهم)، ثم يتجمعون للفحص في الظهيرة. ثم تليها وجبة الغداء في ساحة التمرين أو موقع العمل، ومزيد من العمل خلال فترة العصر، حتى وجبة العشاء في الزنازين في الساعة 6:00 مساءً. كان الموظفون الليليون يباشرون عملهم في الساعة 7:15 مساءً. نقل مؤسسة السجناء إلى سجن فريمانتل الذي تديره الكولونيا لم يشهد تغييرًا يذكر ولم يصدر أي تعليمات جديدة.

وُصف نفس الروتين بشكل مشابه، ولكن مع ساعات عمل أقل، في الثلاثينيات:
الروتين التالي إتّبعه الذين يُرسلون إلى سجن فريمانتل: 6:15 صباحًا، جرس تحذير؛ السجناء يستيقظون ويطوون أسرتهم. 6:30 صباحًا، يجتمع الموظفون ويقفلون الزنازين. 7:00 صباحًا وجبة الإفطار، التي تستمر 15 دقيقة، ثم يجتمع الرجال في ساحات التمرين الخاصة بهم. 7:55 صباحًا، فحص للذهاب للعمل. 11:45 صباحًا، فحص لتناول الغداء، ثم يقضون وقتًا في الساحة حتى الساعة 1 ظهرًا، فحص للذهاب للعمل. 4:45 مساءً، فحص لتناول العشاء. 5:30 مساءً، جميع الزنازين وما إلى ذلك مقفلة لليل. 7:55 مساءً، جرس تحذير، السجناء إلى الفراش. 8:00 مساءً إطفاء الأضواء إلا كما هو محدد في لائحة الإصلاح. — إدي دنستان، مراسل صحيفة "ذا ديلي نيوز"
لم يتغير الكثير بحلول الستينيات من القرن العشرين. بإستثناء بعض التغييرات الطفيفية في مواعيد كل مهمة، وأُلغي العمل في عطل نهاية الأسبوع مع تقديم عرضًا سينمائيًا للسجناء.

### النظام الغذائي
السجناء يتناولون وجباتهم في زنازينهم، منذ بداية إنشاء السجن  وحتى إغلاقه في عام 1991. الخبز يُصنع في مخبز السجن وهو مشمولًا في كل وجبة. يقديم مع الشاي الأسود لتناول الإفطار، ومع الشاي أو الكاكاو في المساء. الوجبة الرئيسية "الغداء"، في منتصف اليوم، تتضمن شوربة ولحم وخضروات. في الثلاثينيات، كانت الأطعمة محدودة التنوع، مع وجود القليل من الخضروات. تقدم الشوربة لتناول الإفطار، عادةً ما تكون سائلة جدًا أو صلبة جدًا، وكان مستوى جودة الطعام في السجن سيئ جدًا، خاصة في عامي 1897 و 1898. تحسنت الجودة، كما لوحظ من قبل لجنة التحقيق الملكية في عام 1898، التي أوصت بتقليل حصص الطعام لتقليل التكاليف.
في الستينيات، كان إعداد الطعام يشرف عليه طاهٍ مؤهل، الذي يقوم أيضًا بتدريب السجناء. كانت الوجبات تتألف من أطعمة عالية الجودة. الإفطار عبارة عن شوربة، مع الحليب، ومشروب ساخن (شاي، ما لم يقم السجين بشراء القهوة أو الكاكاو)، وإما "فيجيمايت" أو عسل أو مارغرين، حسب الأسبوع. كان للغداء والعشاء تنوعًا أكبر. كانت كلا الوجبتين تتضمن طبق لحم - لحم البقر المملح، أو السجق، أو فطيرة اللحم المفروم، بالإضافة إلى بطاطس مهروسة وملفوف، على الرغم من وجود وجبات دجاج مشوية أحيانًا. اللحم، والخضروات، والخبز بقوا جزءًا بارزًا من النظام الغذائي في عام 1991.

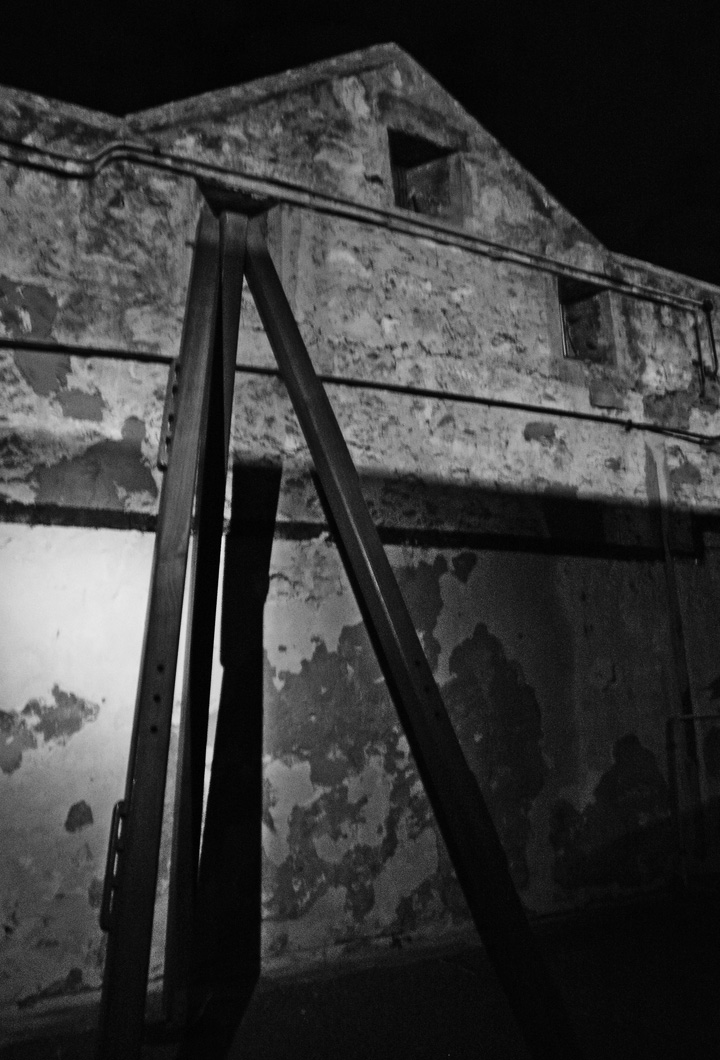
مكان ربط السجناء بعد الجلد

### العقوبات
خلال فترة السجناء، وخاصةً خلال فترة حكم هامبتون، يُعاقب السجناء الذين يتصرفون بشكل سيء بالجلد، والعزل الانفرادي، والعمل وهم مكبلين بينما يتم توجيه أسلحة نارية نحوهم. يوضع السجناء الأشداء بشكل خاص للعمل في ضخ المياه الجوفية إلى خزان السجن. تعرف هذه العملية بـ "الضخ"، وكانت أصعب مهمة بالنسبة للسجناء. كان الموظفون يكرهون تنفيذ عملية الجلد في عام 1851، من أصل 400 عملية جلد تم أمرها، أُلغيت 150 عملية لأن المشرف لم يجد أحدًا لتنفيذ المهمة. كان الدور مكروهًا لدرجة تقديم تحفيزات، بما في ذلك راتب إضافي أو إقامات محسنة.
بحلول الثمانينيات، تضمنت العقوبات أيضًا نظامًا غذائيًا محدودًا من الخبز والماء (لفترة زمنية قصيرة)، وتمديد فترة حكم السجين من قبل قاضٍ زائر. تراجعت أعداد العقوبات المفروضة من 184 في عام 1913 إلى 57 في عام 1914، و 35 في عام 1915.
أُوقف الجلد في الأربعينيات، مع وقوع آخر حادثة في عام 1943. ابتداءً من ذلك العقد، تحدد العقوبات من قبل المشرف بعد سماع القضية ضد السجين، أو من قبل قاضٍ للانتهاكات الخطيرة. يمكن أن تؤدي الانتهاكات الأقل إلى العزل الانفرادي، أو الحظر من الزيارات والتعليم والحفلات الموسيقية. ويمكن أن تكون الجرائم قابلة للعقوبات من خلال إلغاء أي تخفيض تم الحصول عليه ونظام غذائي من الخبز والماء، على مدى فترة أسبوعين.

### عمليات الإعدام
بمجرد أن أصبح سجن فريمانتل تحت السيطرة المحلية في عام 1886، خُطط لبناء منصة إعدام. حيث إنتهت عملية البناء في عام 1888، واستخدمت لأول مرة في عام 1889 لإعدام المدان بالقتل جيمي لونغ، وهو ماليزي. كانت غرفة الإعدام هي المكان الوحيد المشروع لتنفيذ أحكام الإعدام في ولاية أستراليا الغربية بين عامي 1888 و1984. أُعدم ما لا يقل عن 43 رجلا وامرأة واحدة في هذه الفترة. مارثا ريندل كانت المرأة الوحيدة التي تم إعدامها في السجن، وذلك في عام 1909. آخر شخص تم تعليقه كان القاتل المتسلسل إيريك إدغار كوك، الذي إعدم في عام 1964.
كانت عملية الإعدام تتبع إجراءًا صارمًا. ابتداءً من يوم الحكم حتى الإعدام، يوضع السجناء في زنزانة بأرضية من الخرسانة في القسم الجديد. يراقبوا بعناية لمنعهم من الهروب أو الانتحار. مع إجراء الإعدام في صباح يوم الاثنين، في الساعة 8:00 صباحًا، يستيقظ السجناء المحكوم عليهم قبل ثلاث ساعات، ويتناولون وجبة أخيرة، ثم يستحمون ويلبسون ملابس نظيفة. قبل الساعة 8:00 صباحًا بقليل، يوضع غطاء على رؤوسهم، ويقادون إلى غرفة الإعدام، التي يمكن أن تستوعب ما يصل إلى إحدى عشر شاهدًا، يوضع حبل حول أعناقهم، ويعدمون عن طريق الإسقاط. المدة بين مغادرة الزنزانة وتنفيذ الإعدام نفسه كانت قصيرة جدًا، تقريبًا دقيقة واحدة. بعد الفحص الطبي، ينقل الميت للدفن.

### عمليات الهروب
كان هناك العديد من محاولات الهروب من سجن فريمانتل. من بين الهاربين البارزين جو "موندين جو" في عام 1867، وجون بويل أو ريلي في عام 1869، وستة من الفينيين الآخرين في عام 1876، وبريندن أبوت في عام 1989.

### أحداث شغب
كانت هناك أحداث شغب واضطرابات مختلفة في سجن فريمانتل على مر السنين. كانت واحدة من أقدم هذه الأحداث في عام 1854، بينما تسببت أحداث شغب كبيرة حدثت في عام 1968 و1988 في تلف السجن.

#### 1968:
في 4 يونيو 1968، وقعت أحداث شغب، تسبب فيها تقديم طعام ملوث للسجناء في الليلة التي سبقتها. وكانت هناك عوامل أخرى أسهمت في تصاعد الأحداث، منها سوء حالة النظافة الشخصية والأوضاع المعيشية الرديئة، والأحكام الصارمة التي طُرحت مع قانون الإفراج المشروط لعام 1964، والاكتظاظ. عندما دق جرس العمل في الساعة 1 ظهرًا، تمرد السجناء. حيث رفضوا العودة إلى العمل وتجمعوا في ساحات التمرين. تفاوض مشرف السجن السيد ثورب مع ممثلين عن السجناء. طالب السجناء إلى جانب تحسين الطعام، زيادة في الزنزانات وفصل بعض الحراس المعينين بشكل محدد.
بعد حوالي ثلاث ساعات، انهارت المفاوضات، ومنعت وجبة العشاء في تلك الليلة. أدى ذلك إلى اندلاع أحداث الشغب، والتكسير. خلال الفوضى، أصيب ثلاثة من موظفي السجن وثلاثة سجناء وضابط شرطة. وصلت شرطة إضافية وحراس في الساعة 5 مساءً، لكنهم استغرقوا سبع ساعات لضبط الأمر. كانت مدى الأضرار حوالي 200 إلى 300 دولار (3000 – 5000 دولار في عام 2021). لتخفيف الاكتظاظ وتقليل التوتر بين السجناء، نقل حوالي 60 رجلًا لم يشاركوا في أحداث الشغب إلى سجون في ألباني، جيرالدتون، كارنيت، وبرايتون ميل. ومع ذلك، لم تنفذ تحسينات أخرى وذلك بسبب عدم التمويل من الحكومة، التي لم تعتبر إصلاح السجون أمرًا هامًا.

#### 1988:
في 4 يناير 1988، على الرغم من الحرارة البالغة 42 درجة مئوية (108 درجة فهرنهايت)، قرر المسؤولون أن يبقى السجناء خارج السجون في ساحات التمرين في فترة ما بعد الظهر. عندما أُدخل السجناء في القسم 3 داخل السجن حوالي الساعة 4 مساءً، صرخ صوت ينادي "لنأخذهم"، وفي الوقت نفسه، رُش حراس السجن بالماء المغلي، الذي عادة ما يُستخدم لتحضير الشاي. اقتحمت جموع من السجناء القسم الخلفي للسجن وهاجموا الحراس بأدوات محلية الصنع. تسبب ذلك بفوضى. حيث تجاوز السجناء الحراس وأخذوهم رهائن، بينما قام سجناء آخرون بالجري بين الزنازين وإشعال النيران. انسحب السجناء إلى ساحة التمرين، وأخذوا ستة رهائن معهم، حيث اندلعت النيران بسرعة داخل المبنى، وانتشرت إلى السقف وتسببت في انهياره.
تواصل مفاوضو الشرطة مع قادة السجناء،  وبحلول الليل كان هناك خمسة رهائن فقط. وفي الوقت نفسه، كانت فرق الإطفاء تعاني من محاولاتها للسيطرة على الحريق في القسم الرئيسي للسجن، حيث كان بوابة السجن ضيقة جدًا بحيث لم تتمكن شاحناتهم من الدخول، وقام السجناء بإعاقة جهودهم من خلال رمي الأنقاض عليهم. قاد قادة السجناء ثلاث مطالب: عقد اجتماع مع وزير العدل جو بيرنسون، والوصول إلى وسائل الإعلام، وضمان عدم التعرض لعقوبة بعد ذلك. في الصباح التالي، بعد 19 ساعة، أُفرج عن الرهائن، على الرغم من تحقيق الطلب الثالث فقط. ومع ذلك، كان لدى السجناء فرصة للتواصل مع وسائل الإعلام خلال الحصار، حيث كانت أحداث الشغب حدثًا إعلاميًا حيًا صور من خلال طائرات هليكوبتر تلفزيونية.
على الرغم من عدم وقوع وفيات، تسبب الحريق في أضرار بقيمة 1.8 مليون دولار، وأصيب عدد من موظفين السجن. بعد أحداث الشغب، تلقى سجن فريمانتل انتباهًا إعلاميًا واسعًا، وكشف المحققون الصحفيون عن تحذيرات سابقة للسلطات من مخاطر وقوع مثل هذا الحدث. سارعت الحكومة ببدء تحقيق في الحادث، وأعد تقرير خلال ستة أسابيع. أُجريت أيضًا محاكمة تشمل 33 سجينًا متهمًا بالشغب، وهي أكبر محاكمة في تاريخ الولاية، والتي أدت إلى زيادة مدد الأحكام بحق السجناء.

## الحفاظ على مباني السجن

### قائمة التراث

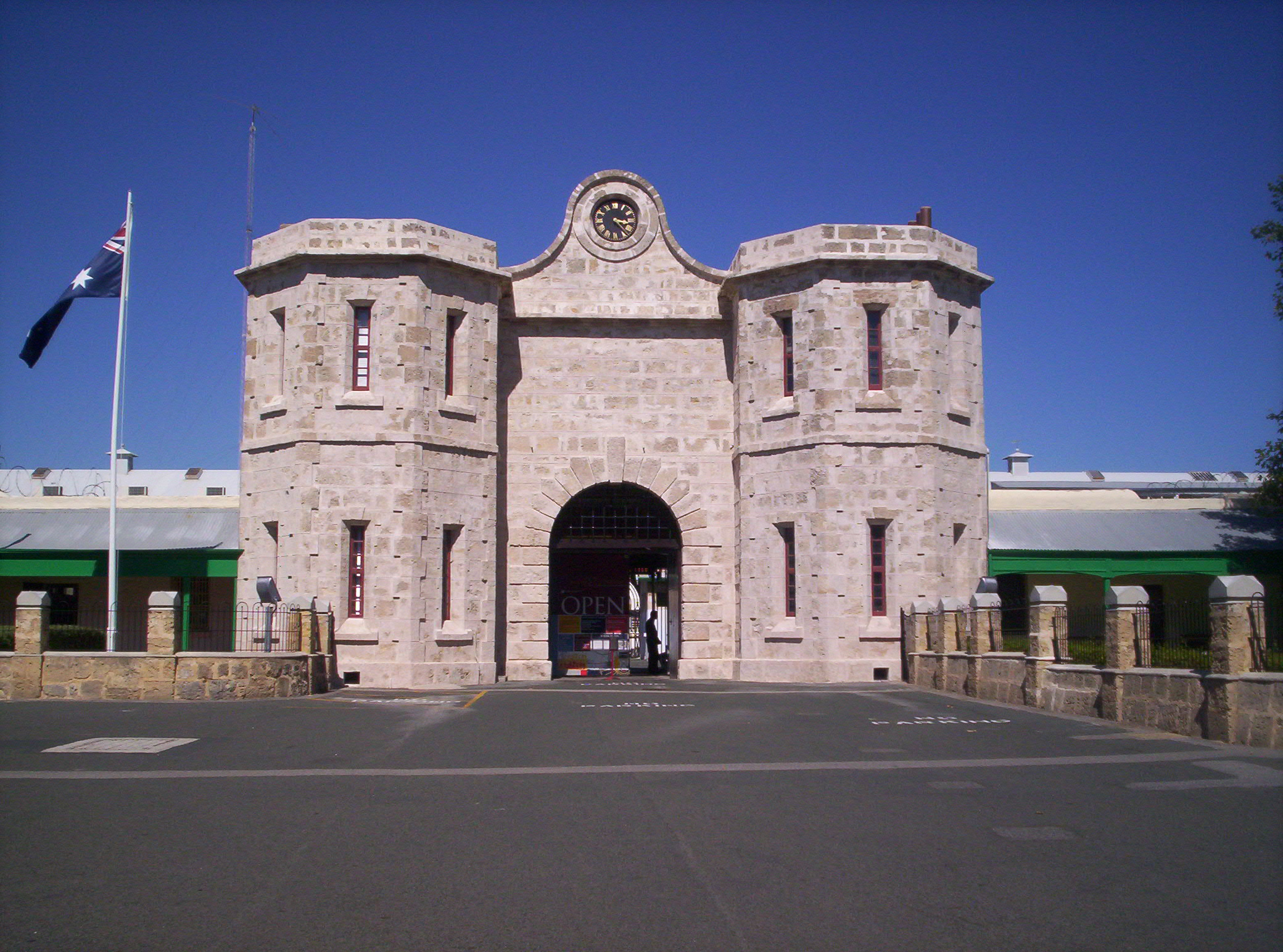
بوابة السجن التي رممت في عام 2005

أُدرج سجن فريمانتل في سجل أماكن غرب أستراليا التراثية كإدراج مؤقت في 10 يناير 1992 وأُدرج بشكل دائم في 30 يونيو 1995. وصف بأنه أفضل سجن مبني من قبل السجناء، وأصبح أول مبنى في ولاية غرب أستراليا يدرج في القائمة الوطنية للتراث الأسترالي، في عام 2005. أعلن وزير التراث الوطني الأسترالي، السيناتور إيان كامبل، أنه سيضمن في ترشيح أحد عشر منطقة لتصبح مواقع تراث عالمية. بعد خمس سنوات من ذلك، سُجل على قائمة التراث العالمي لليونسكو في عام 2010 تحت اسم "مواقع السجون الأسترالية للمساجين".

### الترميم
منذ عقد التسعينات، تمت أعمال ترميم على أجزاء متعددة من سجن فريمانتل. أُنفق ما مجموعه 800,000 دولار بين عامي 1996/97 و 1998/99، في أعمال شملت استعادة واجهة الكنيسة الانجيلية. في عام 2005، رممت منطقة بوابة السجن وأُزيلت الأسقف الغير أصلية وكشف عن الحجر الأصلي. أيضًا انتهت الأعمال في الأنفاق خلال الفترة من 2005/06، ورممت الكتلة الرئيسية للزنزانات في مشروع استغرق 18 شهرًا وكلف ما يصل إلى 1.9 مليون دولار في عامي 2006 و 2007. رممت غرفة المشنقة في عام 2013 لتعكس الظروف في آخر عملية إعدام في 1964.

## السياحة
يستقبل سجن فريمانتل السياح الدوليين والمحليين، بالإضافة إلى السجناء السابقين، وضباط السجن السابقين، وأحفادهم.  زادت أعداد السياح سنويًا من عام 2001/02 إلى عام 2009/10، حيث ارتفعت من حوالي 105,000 إلى ما يقرب من 180,000 خلال تلك الفترة.  حتى عام 2018، فقد فاز السجن بجوائز سياحة وتراثية ورُشح للعديد من الجوائز منذ عام 2006. على الرغم من أن تجربة السياح تعتمد على الأصالة والقيم التراثية، إلا أن بعض التفاصيل مخفية، مثل وشوم السجناء، وأحداث الشغب، والجدران المزخرفة بصور تصور الانتقام والجنسية أو الوحشية.

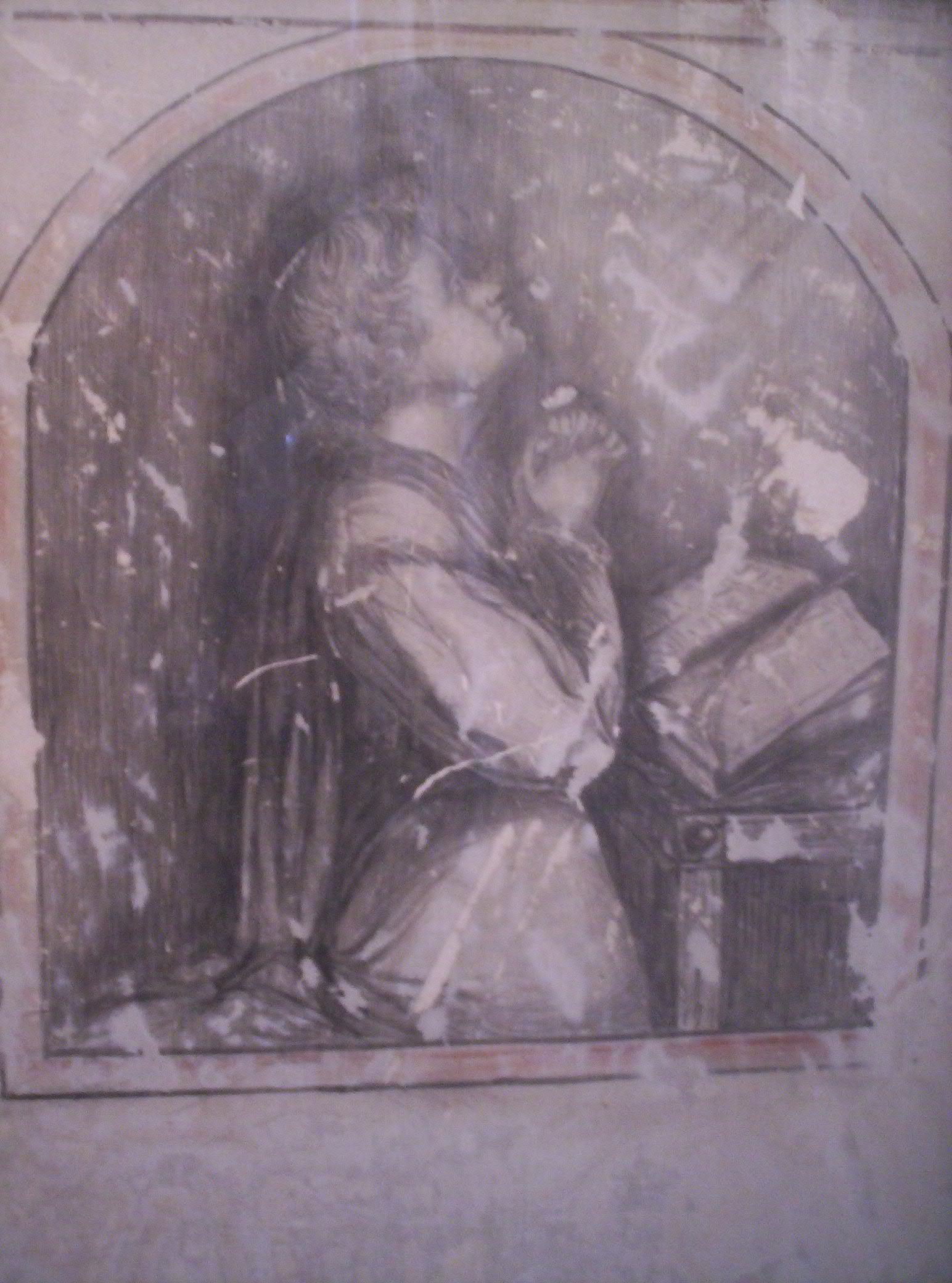
رسم في زنزانة جيمس والش

تتضمن الزيارة جولات المرشَّدين. تُقام بانتظام أنشطة تعليمية للأطفال، فضلاً عن المعارض وإعادة تمثيل الأحداث التاريخية. تُعقد فعاليات مثل حفلات الأمسيات والعشاء في السجن، ويعاد تمثيل حالة السجن كوسيلة ترفيهية.  تعرض جولات السجن جوانب من حياة السجناء وتروي قصص الهروب الناجحة والمحاولات الفاشلة. أجزاء من الأنفاق يمكن الوصول إليها، وتركز جولات الليل على سرد قصص وأساطير متداولة عن الأشباح التي تسكن السجن. مجموعة سجن فريمانتل تحتوي على حوالي 15,000 عنصر مرتبط بموقع السجن وتاريخه، أو تجارب عماله وسجنائه. إنها أيضًا مشاركة في الحفاظ على التاريخ الشفوي، حيث خزنت نصوص المقابلات في سجن فريمانتل وأرشيف التسجيلات في مجموعة تاريخ الشفويات في مكتبة باتي.
سُجلت الذكريات منذ عام 1989، وتشمل تجارب السلطات والموظفين وزوار العمل التطوعي والسجناء. تقدم سجلات ومجموعات سجن فريمانتل، بما في ذلك المجموعات الأثرية، مصدرًا كبيرًا للباحثين. يُعرض معرض السجن ويقدم للبيع أعمال فنية للسجناء الحاليين والسابقين في ولاية أستراليا الغربية. كما يستضيف معارض أخرى ذات صلة بتاريخ السجن، بما في ذلك القطع الأثرية التاريخية. تحمل العديد من الزنازين والجدران في السجن أعمال فنية للسجناء، بما في ذلك الفنان جيمس والش، الذي أُخفيت أعماله تحت طبقات من الطلاء الأبيض لعقود. كان تزيين الجدران بالرسم في الأصل ممنوعًا. اعتبارًا من عام 1976 خُففت هذا القاعدة في حالات خاصة. بما في ذلك، للسجناء طويلي الأمد داخل زنازينهم الخاصة، ولكن فقط للأعمال التي يتم اعتبارها فنًا وليس كتابات على الجدران.  لم يسمح رسميًا بالفن حتى 1980 أما الكتابات على الجدران فلم يسمح بها رسميًا أبدًا، ولكن في الستة أشهر الأخيرة للسجن، مع اقتراب الإغلاق، لم تنفذ تلك القوانين.
كان أحد فناني السجن المعاصرين هو دينيس (NOZ) نوزوورثي، الذي قال إنه وجد الفن في زنزانة الموت في عام 1982. يُحتفظ حاليًا ببعض أعماله في مجموعات جامعة كورتن ومعهد تافي المركزي في بيرث وحكومة ولاية أستراليا الغربية، ووزارة العدل. تحتوي الزنازين الأخرى على أعمال فنية للسكان الأصليين، والعديد منها لفنانين غير معروفين. بدأ الفنان Walmajarri جيمي بايك الرسم في سجن فريمانتل، بعد أن تلقى دروسًا من ستيف كولي وديفيد روث.

## الإسناد
تتضمن هذه المقالة نصًا من المصدر قاعدة البيانات الثقافية الأسترالية - سجن فريمانتل (السابق)، 1 ذا تيراس، فريمانتل، واستراليا الغربية، الذي يخضع لترخيص المشاع الإبداعي ترخيص المشاع الإبداعي نسب المانح 3.0 أستراليا